# Bundesstraße 181
De Bundesstraße 181 (ook wel B181) is een weg (bundesstraße) in de Duitse deelstaten Saksen-Anhalt en Saksen.
De B181 verbindt Merseburg met Leipzig en is ongeveer 29 kilometer lang.
Saksen-Anhalt
DEe B181 begint in Merseburg op een kruising met de B91. In het oosten van Merseburg kruist ze de rivier de Saale, komt door Güntersdorf en kruist bij  afrit Leipzig-West de A9. Tevens kruist ze direct ten oosten den de afrit Leipzig-West de deelstaatgrens met Saksen.
Saksen
Vlak na de deelstaatgrens komt ze door Dölzig sluit op een kruising de B186 vanuit Markramstädt aan. Daarna loopt ze de stad Leipzig in en eindigt in het westen van de stad op een kruising met B87.
B1 · B2 · B4 · B6 · B6n · B7 · B19 · B27 · B62 · B71 · B71n · B79 · B80 · B81 · B84 · B85 · B86 · B87 · B88 · B89 · B90 · B91 · B92 · B93 · B94 · B95 · B96 · B97 · B98 · B99 · B100 · B101 · B107 · B115 · B156 · B169 · B170 · B171 · B172 · B172a · B172b · B173 · B174 · B175 · B176 · B178 · B180 · B181 · B182 · B183 · B183a · B184 · B185 · B186 · B187 · B187a · B188 · B189 · B190 · B190n · B242 · B243 · B244 · B245 · B245a · B246 · B246a · B247 · B248 · B248a · B249 · B250 · B278 · B280 · B281 · B282 · B283 · B285